# Lövskär
För andra betydelser, se Lövskär (olika betydelser).
Lövskär (finska Lavansaari; ryska Мощный, Mosjtjnyj – fram till 1951 Лавенса(а)ри, Lavensa(a)ri ) är en ö i Finska viken tillhörande Ryssland. Den är med 13,4 km² den näst största av öarna i Finska viken; endast Hogland är större. Befolkningen var som mest (år 1925) 1 335 personer.
Ön tillhörde Finland fram till 1940. Den kom därefter att fungera som sovjetisk och efter 1991 som rysk militärbas.

## Geografi och befolkning
Till ytan är enbart Hogland större av utöarna i Finska viken, men Lövskär hade en större befolkning än Hogland. Före vinterkriget var ön finländsk och tillhörde administrativt Viborgs län, Kymmene domsaga och härad. Lövskär utgjorde en egen församling under Fredrikshamns kontrakt i Nyslotts stift.
Befolkningen har förr uppgått till cirka 1 200 personer – som mest år 1925 med 1 335 personer, alla finsktalande. Befolkningen var koncentrerad till tre byar på norra delen av ön – Pohjakylä, Lounatkylä och Klausinkylä. Dessutom fanns bosättning på den mindre ön Peninsaari.

## Historia

### Äldre historia
De första bevisen på bosättning är fynd från Suursuonmäkis begravningsplats och dessa dateras till den förromerska järnåldern, 500 f.Kr.–år 0. Ön koloniserades under medeltiden (senast under 1300-talet) av en svensktalande befolkning. Denna fördrevs och/eller dödades i samband med Nordiska tjugofemårskriget mellan Sverige och Ryssland efter år 1570. Nya, finsktalande bosättare började flytta till ön från området mellan Kotka och Viborg i slutet av 1630-talet. I slutet av 1800-talet noteras befolkningen som i princip uteslutande finsktalande, med enda svensktalande personer de vid tullbetjäningen på ön.

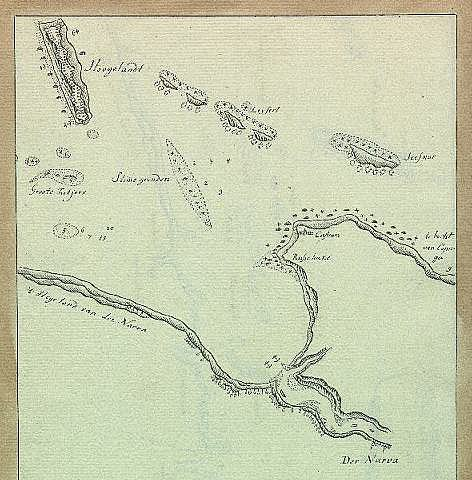
Detalj från karta av 1700-talsetnografen Johann Christoph Brotze. Lövskär noteras här som den tredje ön från vänster av öarna i mitten. Hogland är den långa ön till vänster.

### 1800-talet till 1930-talet
Lövskärsborna var inledningsvis fiskare och säljägare. Sankt Petersburgs och Viborgs kraftiga expansion, samt öns utomordentliga skyddade hamn, gav möjlighet att bedriva handelssjöfart från och med slutet av 1800-talet. Lövskärs handelsflotta uppgick som mest till 132 segelfartyg, främst galeaser och jakter. Fartygen bedrev i första hand frakt mellan huvudstaden Sankt Petersburg och de övriga ryska östersjöhamnarna, men även finska hamnstäder befraktades. Bland de vanligaste varorna fanns mjöl och petroleum. Det första världskriget och Rådsrepubliken Rysslands stängning av gränserna minskade dock kraftigt på öbornas handelssjöfart.

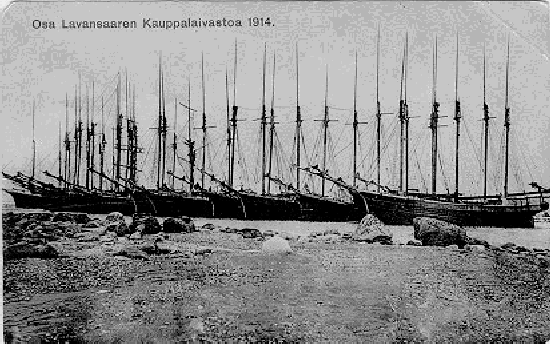
Lövskärs handelsflotta år 1914.

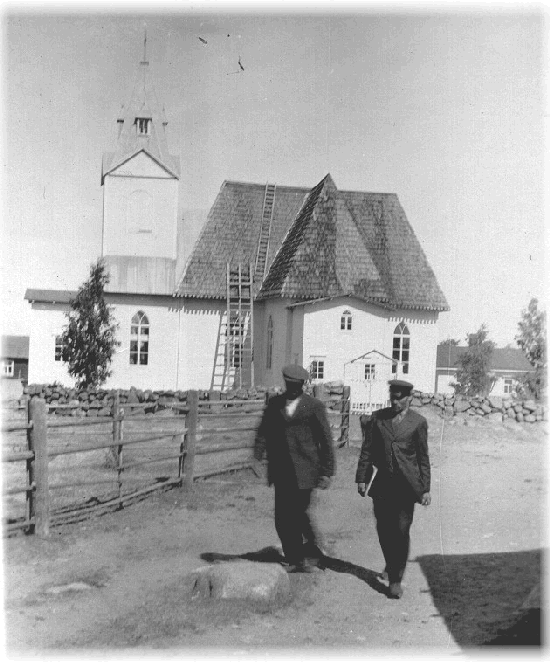
Lövskärs kyrka före vinterkriget.

Fisket var sommartid en binäring, medan notfiske av strömming vintertid gav viktiga utkomster. Under 1800-talet bedrevs vinterfisket via transportabla hyddor på isen i närheten av den ryska (ingermanländska) sidan av Finska viken. Försäljningen av fångsten gjordes ofta direkt vid fiskelägena, och köparna kom i regel från den ryska östersjökusten.
Sommartid var även "stenfiske" (insamling av sten från havsbotten) en viktig näring, som i flera årtionden i slutet av 1800-talet dagligen sysselsatte ett hundratal personer under sommarhalvåret. Fisket bedrevs längs de långgrunda stränderna runt ön, och vågsvallet ansågs löpande ersätta de bortfraktade exemplaren med nya stenar. Den insamlade stenarna fraktades därefter via båt till Sankt Petersburg, där de såldes till användning som gatsten.
Lövskärsborna ansågs i slutet av 1800-talet, genom sitt fiske och sin sjöfart, ha uppnått ett visst välstånd. Vissa öbor hade till och med besparingar på bank inne i Sankt Petersburg. Vanligare var dock att man investerade sitt överskott i fartygsflottan, och många av fraktfartygen ("jalorna") kunde överstiga 100 tons dräktighet. På grund av den allmänna välmågan hos befolkningen kom öns fattighus sällan till användning.
Den första folkskolan på Lövskär öppnades 1895. Denna byggnad brann 1895 ner och ersattes året efter med en ny byggnad, byggd på plats. 1910 utökades skolan med ytterligare två klassrum.
Vid freden i Dorpat 1920 mellan Finland och Rådsryssland drogs gränsen så att lövskärsbornas bästa notfiskesplatser hamnade på den ryska sidan. 1920-talet var därför en fattig anpassningstid, då man utvecklade nya, effektivare fångstmetoder, sökte nya notdragningsplatser, grundade fiskförädlingsindustrier och började utveckla turismen till en näring. Under förbudstiden var man ibland även tvungen att smuggla sprit för att ha någon inkomst alls.

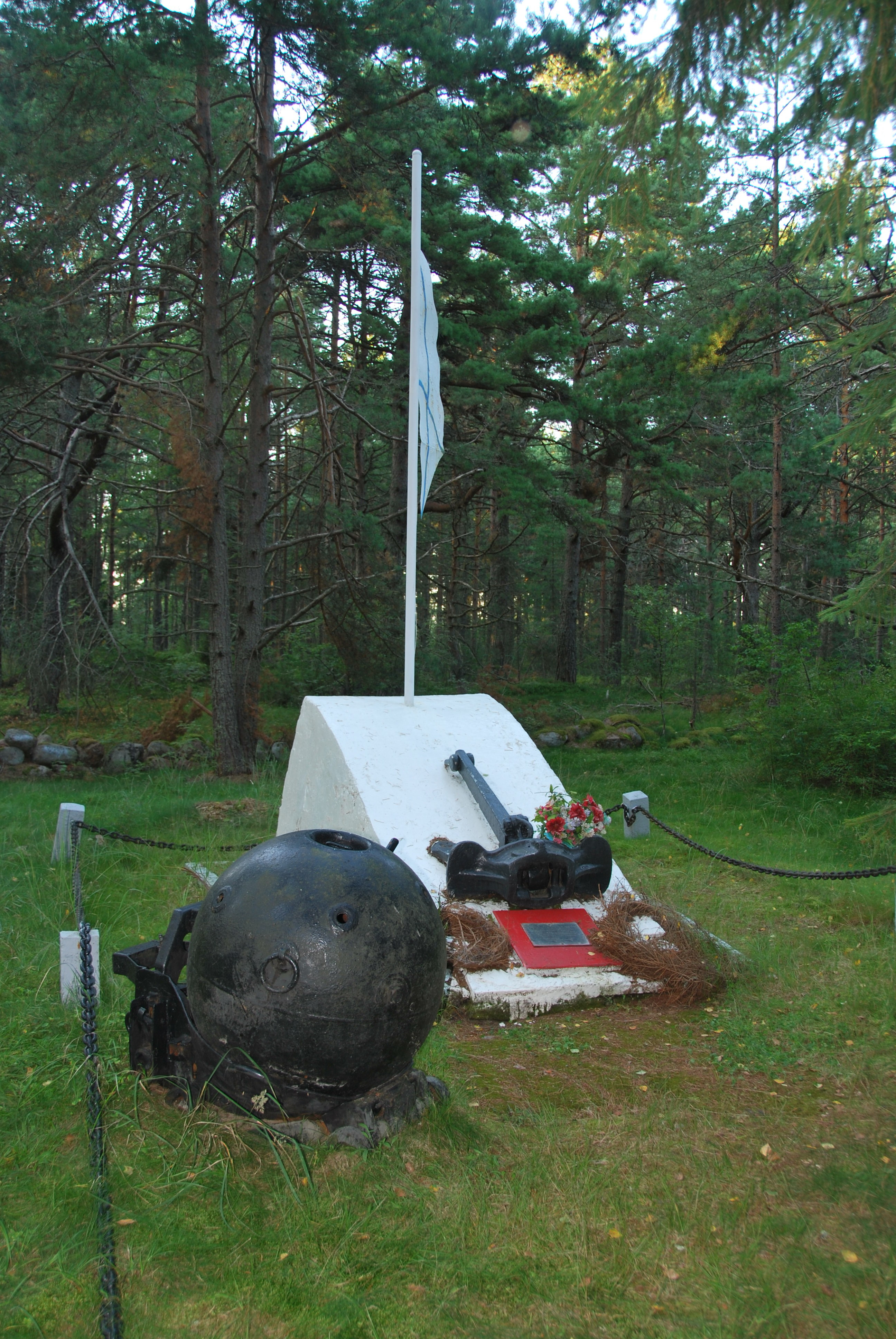
Sovjetiskt/ryskt krigsminnesmärke på Lövskär.

### Andra världskriget
Under 1930-talet hade man kommit ganska bra på fötter igen. 10 oktober 1939 var befolkningen dock, med två timmars varsel, tvungen att lämna ön. Vinterkriget bröt därefter ut den 30 november 1939.
Efter Moskvafreden 1940 överlämnades utöarna till Sovjetunionen. Lövskär förblev i sovjetiska händer under kriget, till skillnad från Hogland och Tytterskär. Sovjetunionen använde Lövskär som örlogsbas och man hade även en radarstation på ön.
Den 18 november 1942 gjorde de finländska torpedbåtarna Syöksy, Vinha och Vihuri och en minläggande KM-båt ett djärvt anfall mot Lövskärs hamn. Syöksy lyckades sätta en torped i sidan på den sovjetiska kanonbåten Krasnoje Znamja (1 760 ton), som sjönk i hamnbassängen.

### Efterkrigstiden
Det har inte varit tillåtet för utlänningar att besöka de forna finländska utöarna sedan slutet av kriget, med undantag för sommaren 1992. De ryska myndigheterna har inte gett någon direkt orsak till att det inte är tillåtet att besöka ön.